# Hôpital du Cinquantenaire de Kisangani
L'Hôpital Cinquantenaire de Kisangani est un centre hospitalier  du gouverment congolais à  Kisangani (République démocratique du Congo) qui a ouvert le 2010. et dépendent du gouvernement congolais

## Historique
Construit en 2010 à l’honneur du cinquantième anniversaire de l’indépendance de la RDC, l'Hôpital du Cinquantenaire de Kisangani (HCK en abrégé) est resté fermé à cause d’un manque de financement. Un financement de 2 millions de dollars offert par la Fondation Famille Gertler (GFF) en 2012 a permis d’équiper entièrement et d’approvisionner l’hôpital, et en janvier 2013 ouvrir l’hôpital, qui est un Niveau IV Trauma Centre avec la capacité d’offrir des Advanced Trauma Life Support (ATLS), dispose d’une salle d’urgence et d’un laboratoire ouvert 24 heures par jour, entre autres exigences ATLS. La GFF a contribué avec un montant additionnel de 1 million de dollars pour engager le personnel et gérer l’HCK pour un an.
L'hôpital du Cinquantenaire est en fonctionnement depuis janvier 2013 grâce à la passation d'un contrat entre l'Etat congolais et une ONG, la Fondation Gertler.

## Les services
l'Hôpital di Cinquantenaire de Kisangani forment un complexe hospitalier qui comprend quatre départements (médecine interne, pédiatrie, gynéco-obstétrique et chirurgie), ainsi que de services spécialisés (services spécialisés : stomatologie, dermatologie-vénérologie, médecine sociale, anesthésie et réanimation et kinésithérapie), la radiologie, la pharmacie, et les laboratoires. Il est financé par la fondation Gertler et d´une capacité de 300 lits.
L’hôpital emploie 33 médecins, dont des spécialistes, 68 infirmiers parmi lesquels les techniciens de laboratoire et de radio, ainsi que 53 administratifs.

## Partenaires et réseaux
- Gouvernement congolais;
- Gouvernement belge ;
- La fondation Gertler[3].

## Année 2000
En 2013 : Pour fonctionner, cet hôpital bénéficie de fonds en provenance de la Fondation Gertler, un conseiller du Président Kabila.
En 2015: La Fondation Famille Gertler entame son troisième mandat de gestion de l’Hôpital du cinquantenaire de Kisangani, en Province Orientale. Selon le coordonnateur de cette fondation, sa structure va gérer, une année de plus, cet hôpital qu’elle a offert à la RDC à l’occasion de ses 50 ans d’accession à l’indépendance. Il affirme que c’est sur demande de l’Etat congolais qui dit ne pas encore être prêt à en prendre la direction et la gestion. Comme l’Hôpital du cinquantenaire de Kinshasa, celui de Kisangani est ultramoderne avec des équipements de technologie de pointe.
Bien que recevant des malades de tout âge, il a surtout une vocation pédiatrique avec pour objectif de réduire la mortalité infantile élevée dans la région.
Depuis son inauguration en janvier 2013, l’Hôpital du cinquantenaire de Kisangani pratique des frais de consultation à la portée du plus grand nombre.
En 2020 : La morgue de l'hôpital du cinquantenaire a été inauguré samedi 6 juin à Kisangani (Tshopo) par le gouverneur de province, 7 mois après les travaux. Dans son mot de circonstance, le Gouverneur de Province, Louis-Marie Wale Lufungula a félicité les responsables de cet hôpital pour leur esprit d'initiative.
Il leur a aussi demandé de l'utiliser en bon père de famille et appelle d'autres responsables hospitaliers à leur emboîter les pas.
Une occasion également pour lui d'appeler la population de la Tshopo a observer scrupuleusement les mesures barrières édictées par le Chef de l'Etat en vue de limiter la propagation du Coronavirus.
L'occasion faisant le larron, le médecin directeur de l'hôpital du cinquantenaire a présenté à l'autorité provinciale les multiples difficultés auxquelles ils sont confrontés, en particulier le manque de scanner. Cet appareil est inexistant dans toutes les formations médicales de la place.
En 2021 : Le  Royaume de Belgique vient de doter l’hôpital du Cinquantenaire de Kisangani  des nouveaux matériels  constitués essentiellement des kits d’anesthésie, d’électrochoc, des chaises roulantes, d’un appareil d’échographie cardiaque, des lits opératoires électriques, des moustiquaires et autres  aspirateurs.
Pour le Dr Dady Falay, médecin directeur de  cet hôpital, la remise de ces matériels  a  pour objectif de renforcer la capacité de la prise en charge des malades et la formation continue du personnel pour faire de cette structure un pool sanitaire de référence pour la toute la partie Est du pays.

## Accès
L´Hôpital du cinquantenaire de Kisangani (HCK) est situé sur le Boulevard Makiso / Quartier Commercial, Commune / Makiso, Concession Ex TP - KISANGANI, République démocratique du Congo.
Elles font partie des entités rattachées à l’Université de Kisangani (UNIKIS).